# Crab Orchard (Tennessee)
Crab Orchard – miasto w Stanach Zjednoczonych, w stanie Tennessee, w hrabstwie Cumberland.